# Kassim al-Rimawi

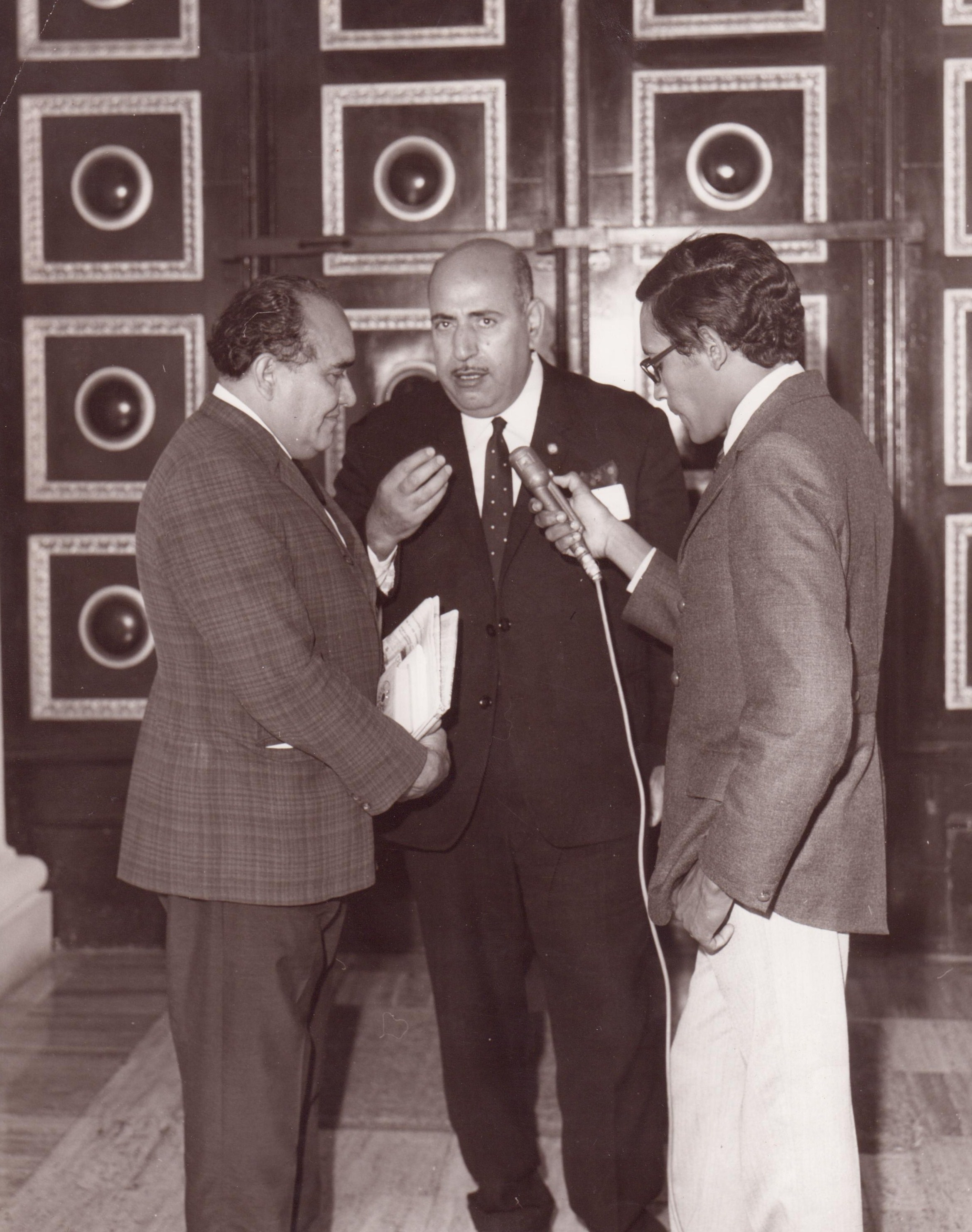
Kassim al-Rimawi (Mitte, 1980)

Kassim (Qassim) Muhammad al-Rimawi (arabisch قاسم الريماوي; * 1918 in Beit Rima, Bani Zeid, Palästina; † 29. April 1982 in Amman, Jordanien) war ein jordanischer Politiker, der unter anderem 1980 kurzzeitig Ministerpräsident von Jordanien war.

## Leben
Al-Rimawi arbeitet nach Abschluss seiner schulische Ausbildung am Rashidiya College in Jerusalem zwischen 1943 und 1944 für die Verwaltung des Völkerbundsmandats für Palästina sowie im Anschluss als Journalist. 1947 trat er der von Abd al-Qadir al-Husaini und Hasan Salama angeführten paramilitärischen Armee des heiligen Krieges (Ǧaiš al-Ǧihād al-Muqaddas) bei und nahm mit dieser am Palästinakrieg teil. Nach dem Tode von Abd al-Qadir al-Husaini am 8. April 1948 wurde er Generalsekretär der Armee des Heiligen Krieges. Danach wurde er 1949 Generalsekretär der Regionalverwaltung von Palästina in Transjordanien. Er absolvierte ein Studium der Soziologie an der American University in Cairo (AUC), das er 1952 mit einem Bachelor of Arts (B.A. Sociology) abschloss. Danach arbeitete er zwischen 1952 und 1957 Beobachter für Palästina bei den Vereinten Nationen in New York City sowie als Dozent für Verwaltungs- und Sozialwissenschaften an der Columbia University. Ein gleichzeitiges dortiges postgraduales Studium der Soziologie beendete er 1954 mit einem Master of Arts (M.A. Sociology), ehe er 1956 einen Doctor of Philosophy (Ph.D.) der Wirtschaftswissenschaften an der Columbia University erwarb. Nach seiner Rückkehr nach Jordanien wurde er 1957 zunächst Generaldirektor der Phosphat-Abbaugesellschaft und danach 1961 Fachmann für Statistik im Wirtschaftsministerium.
Daraufhin wurde al-Rimawi erstmals zum Mitglied der Abgeordnetenversammlung (Maǧlis an-Nuwwāb) gewählt. Am 28. Januar 1962 übernahm er das Amt des Landwirtschaftsministers im ersten Kabinett von Ministerpräsident Wasfi al-Tal und übte dieses bis zum 27. März 1963 aus. Zugleich wurde er Minister für Entwicklung und Wiederaufbau und hatte dieses Amt bis zum 13. Oktober 1962 inne. Er fungierte vom 31. Juli 1965 bis zum 4. März 1967 als Innenminister sowie Minister für städtische und dörfliche Angelegenheiten im zweiten Kabinett von Ministerpräsident Wasfi al-Tal. Im Anschluss war er 1967 für einige Zeit Sprecher der Abgeordnetenversammlung.
In der zweiten Regierung von Ministerpräsident Abdul-Munim al-Rifai bekleidete er zwischen dem 27. Juni und dem 16. September 1970 abermals als Innenminister, Landwirtschaftsminister sowie Minister für städtische und dörfliche Angelegenheiten. Das Amt des Landwirtschaftsministers hatte er abermals im Kabinett von Ministerpräsident Abdelhamid Sharaf vom 19. Dezember 1979 bis zum 3. Juli 1980 inne.
Danach löste al-Rimawi am 3. Juli 1980 Abdelhamid Sharaf ab und übernahm selbst das Amt des Ministerpräsidenten. Er wurde jedoch bereits sieben Wochen später am 28. August 1980 durch Mudar Badran abgelöst, der daraufhin sein zweites Kabinett bildete. Während seiner Amtszeit war er zwischen Juli und August 1980 zugleich Verteidigungsminister. Al-Rimawi, der auch eine Professur an der Universität von Jordanien innehatte, war zeitweilig Vorsitzender der Königlichen Kommission für Jerusalem-Angelegenheiten und zudem Mitglied des Senats (Maǧlis al-Aʿyān), des vom König ernannten Oberhauses des jordanischen Parlaments (Madschlis al-Umma).

## Weblink
- Eintrag in rulers.org